# 岩切分台
岩切分台（いわきりぶんだい）は、宮城県仙台市宮城野区の町丁。郵便番号は983-0828。住民基本台帳に基づく人口は2,202人、世帯数は977世帯（2025年4月1日現在）。現行行政地名は岩切分台一丁目から岩切分台三丁目。住居表示は全域で未実施。

## 地理
仙台市中心部から北東へ約9km、宮城野区の岩切地区に位置する。住宅地および業務地として仙台市岩切駅東土地区画整理事業によって基盤整備が行われた。北を宮城郡利府町神谷沢と、東を多賀城市南宮、岩切と、それ以外を仙台市宮城野区岩切と接している。
地区計画としての地区名は岩切駅東地区であり、都市計画法上の用途地域では一般住宅地区（第一種住居地域）、近隣サービス・住宅地区（第一種住居地域・第二種住居地域）、商業業務地区（準工業地域）に分類される。

## 歴史
かつては農地が広がっていたが、「仙台市岩切駅東土地区画整理事業」により開発が進み、2012年（平成24年）に換地処分が行われ成立した。なお、かつて多賀城市であり、境界変更により仙台市に編入された区域も含まれている。

### 年表
- 2000年（平成12年）1月17日 - 組合設立認可が公告され、仙台市岩切駅東土地区画整理事業が設立される[7]。
- 2002年（平成14年）5月14日 - 地区計画が決定する[6]。
- 2012年（平成24年）
  - 6月15日 - 換地処分の公告が行われる[7][8]。
  - 6月16日 - 換地処分の効力発生により、岩切分台一丁目・岩切分台二丁目・岩切分台三丁目が成立する[7][8]。

### 町名の由来
岩切分台が成立する以前の字名である岩切字分台より。

### 町名の変遷
町名の変遷は以下の通りである。
| 変更後 | 変更後   | 変更後                 | 変更前の区域 | 変更前の区域 | 変更前の区域 | 変更前の区域 | 変更日                    |
| 自治体 | 自治体   | 町丁                   | 自治体       | 自治体       | 大字         | 小字         | 変更日                    |
| ------ | -------- | ---------------------- | ------------ | ------------ | ------------ | ------------ | ------------------------- |
| 仙台市 | 宮城野区 | 岩切分台一丁目（新設） | 仙台市       | 宮城野区     | 岩切         | 字分台       | 2012年（平成24年）6月16日 |
| 仙台市 | 宮城野区 | 岩切分台一丁目（新設） | 仙台市       | 宮城野区     | 岩切         | 字小児       | 2012年（平成24年）6月16日 |
| 仙台市 | 宮城野区 | 岩切分台一丁目（新設） | 仙台市       | 宮城野区     | 岩切         | 字青津目     | 2012年（平成24年）6月16日 |
| 仙台市 | 宮城野区 | 岩切分台二丁目（新設） | 仙台市       | 宮城野区     | 岩切         | 字分台       | 2012年（平成24年）6月16日 |
| 仙台市 | 宮城野区 | 岩切分台二丁目（新設） | 仙台市       | 宮城野区     | 岩切         | 字大前       | 2012年（平成24年）6月16日 |
| 仙台市 | 宮城野区 | 岩切分台二丁目（新設） | 仙台市       | 宮城野区     | 南宮         | 字青津目     | 2012年（平成24年）6月16日 |
| 仙台市 | 宮城野区 | 岩切分台二丁目（新設） | 仙台市       | 宮城野区     | 南宮         | 字日向前     | 2012年（平成24年）6月16日 |
| 仙台市 | 宮城野区 | 岩切分台二丁目（新設） | 仙台市       | 宮城野区     | 南宮         | 字上新田     | 2012年（平成24年）6月16日 |
| 仙台市 | 宮城野区 | 岩切分台三丁目（新設） | 仙台市       | 宮城野区     | 岩切         | 字分台       | 2012年（平成24年）6月16日 |
| 仙台市 | 宮城野区 | 岩切分台三丁目（新設） | 仙台市       | 宮城野区     | 岩切         | 字大前       | 2012年（平成24年）6月16日 |
| 仙台市 | 宮城野区 | 岩切分台三丁目（新設） | 仙台市       | 宮城野区     | 南宮         | 字上新田     | 2012年（平成24年）6月16日 |

## 世帯数と人口
2025年（令和7年）4月1日現在の世帯数と人口は以下の通りである。
| 丁目           | 世帯    | 人口    |
| -------------- | ------- | ------- |
| 岩切分台一丁目 | 266世帯 | 578人   |
| 岩切分台二丁目 | 228世帯 | 507人   |
| 岩切分台三丁目 | 483世帯 | 1,117人 |
| 計             | 977世帯 | 2,202人 |

## 小・中学校の学区
小・中学校の学区は以下の通りとなる。
| 町丁           | 番地 | 小学校     | 中学校     |
| -------------- | ---- | ---------- | ---------- |
| 岩切分台一丁目 | 全域 | 岩切小学校 | 岩切中学校 |
| 岩切分台二丁目 | 全域 | 岩切小学校 | 岩切中学校 |
| 岩切分台三丁目 | 全域 | 岩切小学校 | 岩切中学校 |

## 施設

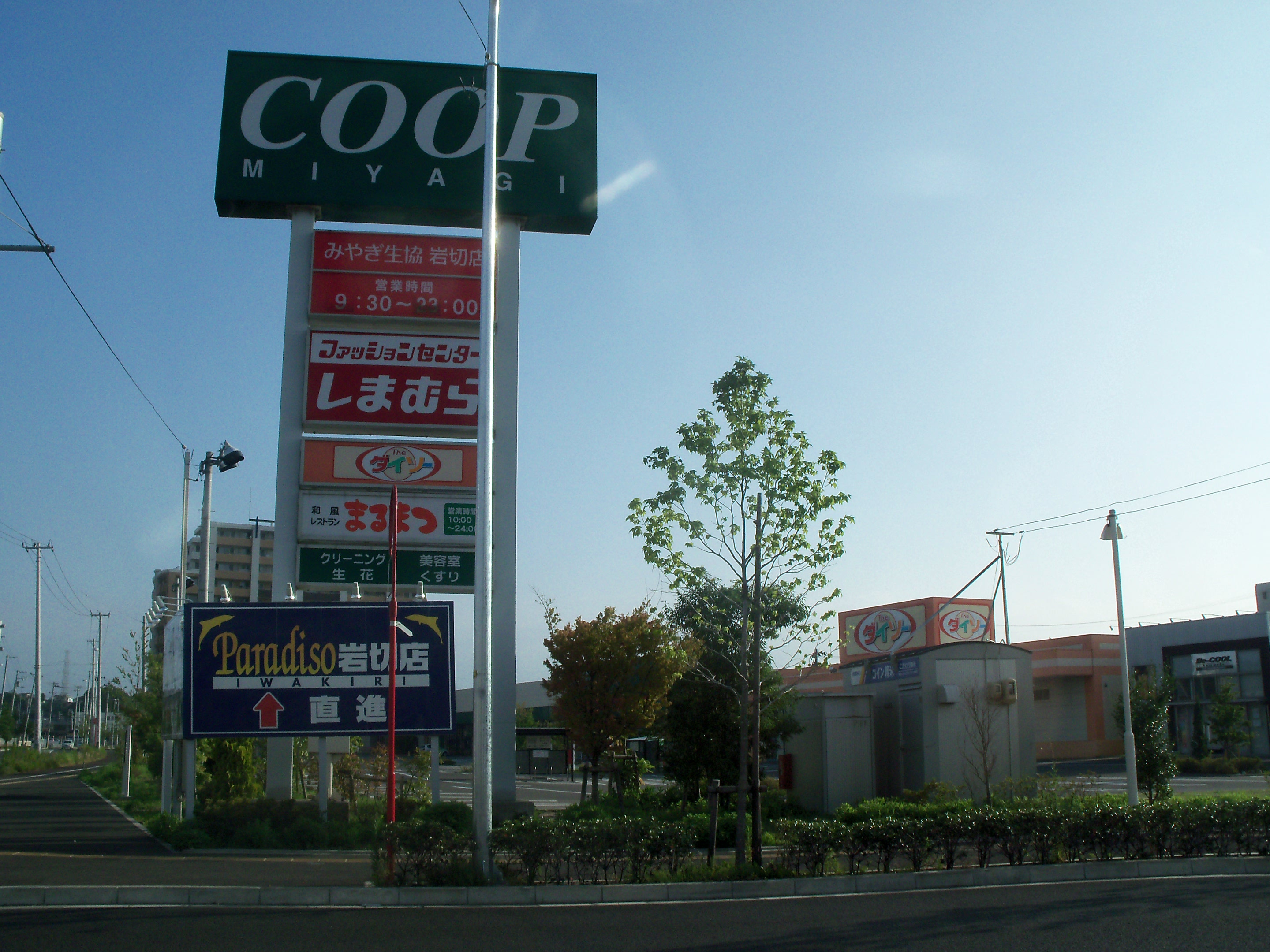
みやぎ生協 岩切店（2011年7月20日）

### 公共
- 岩切どろんこ保育園（岩切分台二丁目12-10）

#### 公園
- 岩切分台一丁目公園（岩切分台一丁目23）
- 岩切分台二丁目さんかく公園（岩切分台二丁目29）
- 岩切分台三丁目公園（岩切分台三丁目41）

### 企業
- 日本リーテック 鉄道本部 仙台支店（岩切分台一丁目8-6）
- 中西製作所 東北支店（岩切分台一丁目8-9）
- フランスベッド メディカル東北営業所（岩切分台二丁目12-12）

### 店舗
- ファッションセンターしまむら 岩切店（岩切分台一丁目1-2）
- みやぎ生協 岩切店（岩切分台一丁目1-2）
- ダイソー みやぎ生協岩切店（岩切分台一丁目1-7）
- 和風レストランまるまつ 岩切店（岩切分台一丁目1-9）
- カワチ薬品 岩切店（岩切分台二丁目12-6）
- ミニストップ 仙台岩切店（岩切分台三丁目5-10）
- セブン-イレブン 仙台岩切店（岩切分台三丁目13-10）

## 交通

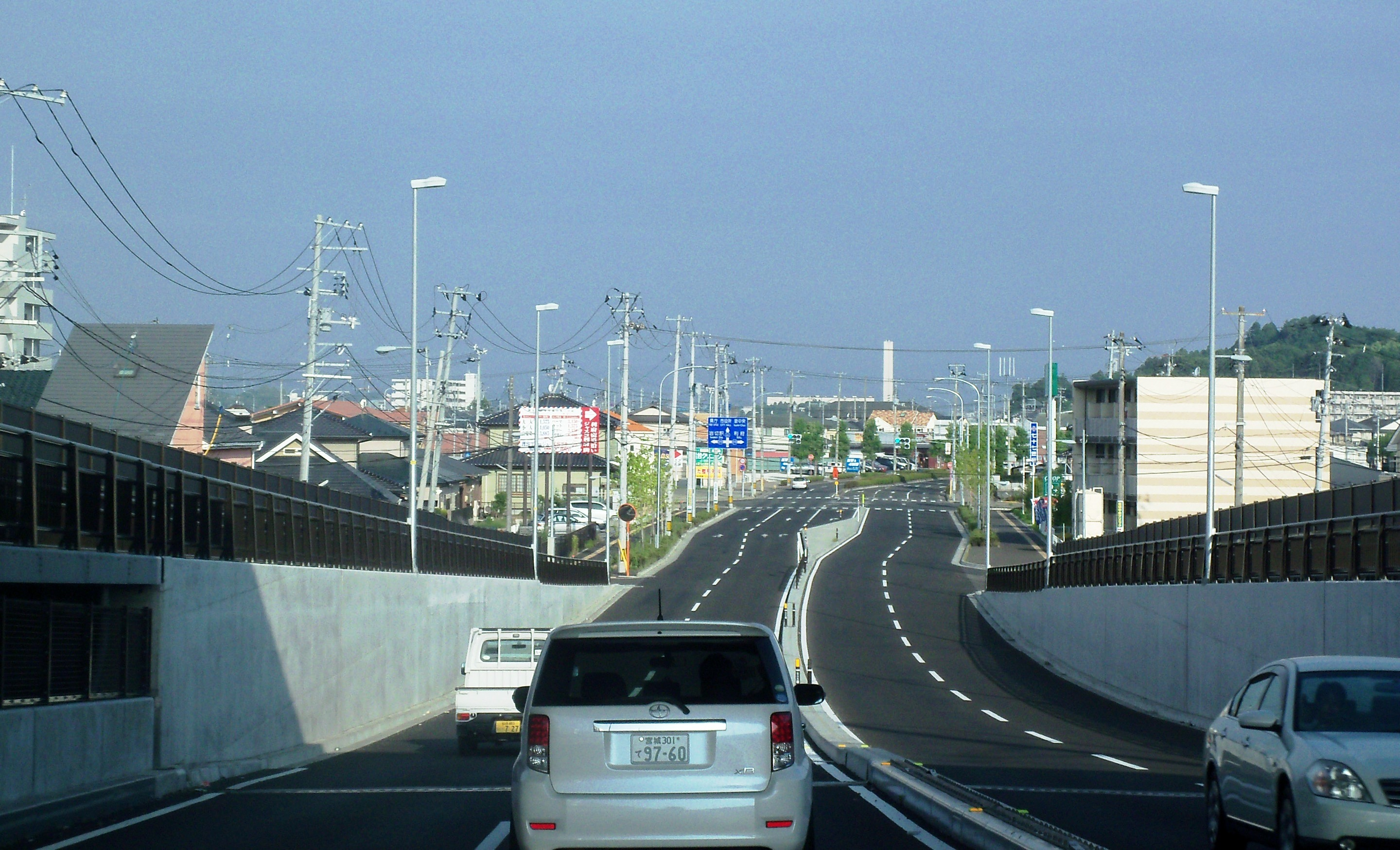
宮城県道35号泉塩釜線（2011年7月20日）

### 鉄道
鉄道駅はない。最寄り駅は■東北本線岩切駅。

### バス
- 仙台市営バス
  - 岩切分台二丁目 - 岩切分台三丁目（211系統）

### 道路
一般国道
- 地区内に一般国道は通っていない。

主要地方道・一般県道
- 宮城県道35号泉塩釜線
- 宮城県道270号利府岩切停車場線